# Jeff Alu
| 4132 Bartók                                            | 12 de Março, 1988    |
| 4221 Picasso                                           | 13 de Março, 1988    |
| 5230 Asahina                                           | 10 de Março, 1988    |
| (5639) 1989 PE [1]                                     | 9 de Agosto, 1989    |
| (6037) 1988 EG                                         | 12 de Março, 1988    |
| (6335) 1992 NR [1]                                     | 5 de Julho, 1992     |
| (6382) 1988 EL                                         | 14 de Março, 1988    |
| (6611) 1993 VW [1]                                     | 9 de Novembro, 1993  |
| (7825) 1991 TL1                                        | 10 de Outubro, 1991  |
| (9058) 1992 JB [2]                                     | 1 de Maio, 1992      |
| (10115) 1992 SK [1]                                    | 24 de Setembro, 1992 |
| (10302) 1989 ML [1]                                    | 29 de Junho, 1989    |
| (11279) 1989 TC [1]                                    | 1 de Outubro, 1989   |
| (13030) 1989 PF [1]                                    | 9 de Agosto, 1989    |
| (15704) 1987 SE7 [1]                                   | 20 de Setembro, 1987 |
| (17511) 1992 QN [1]                                    | 29 de Agosto, 1992   |
| (26841) 1991 TY1                                       | 10 de Outubro, 1991  |
| (27708) 1987 WP [1]                                    | 20 de Novembro, 1987 |
| (43769) 1988 EK                                        | 10 de Março, 1988    |
| (48469) 1991 TQ1                                       | 10 de Outubro, 1991  |
| (52307) 1991 TH1                                       | 12 de Outubro, 1991  |
| (79186) 1993 QN [1]                                    | 20 de Agosto, 1993   |
| 1. 1 com Eleanor F. Helin 2. 2 com Kenneth J. Lawrence |                      |

Jeff T. Alu é um astrónomo estadunidense.
Ele descobriu alguns asteróides. Ele também descobriu em conjunto os cometas periódicos 117P/Helin-Roman-Alu e 132P/Helin-Roman-Alu. O asteróide 4104 Alu recebeu esse nome em sua homenagem.